# Martinsburg (Wirginia Zachodnia)
Martinsburg – miasto (city), ośrodek administracyjny hrabstwa Berkeley, w północno-wschodniej części stanu Wirginia Zachodnia, w Stanach Zjednoczonych. W 2013 roku miasto liczyło 17 668 mieszkańców. 

## Historia
Pierwsi osadnicy przybyli tutaj w 1732 roku. Rozplanowany przez Adama Stephena, generała podczas rewolucji amerykańskiej i nazwany na cześć pułkownika Thomasa B. Martina, Martinsburg oficjalnie założony został w 1778 roku. W 1842 roku do miejscowości dotarła linia kolejowa Baltimore and Ohio Railroad, stymulując jej rozwój. W 1868 roku Martinsburg uzyskał prawa miejskie.
14 lipca 1877 w mieście rozpoczął się Wielki strajk kolejowy z 1877 roku, czyli seria gwałtownych strajków kolejowych, które przetoczyły się przez Stany Zjednoczone latem 1877. Był to pierwszy ogólnokrajowy konflikt pracowniczy na taką skalę w historii USA, który wybuchł w kontekście głębokiego kryzysu gospodarczego po panice finansowej z 1873. Strajki rozpoczęły się na tle kolejnych obniżek wynagrodzeń w Baltimore and Ohio Railroad (B&O), będących już drugą taką redukcją w ciągu ośmiu miesięcy.

## Gospodarka
W okolicy rozwinęło się sadownictwo (w szczególności produkcja jabłek) oraz przemysł (produkcja szkła, cementu, plastików, opakowań).

## Transport
Przez miasto przebiega autostrada międzystanowa nr 81.